# Franco Mazzotti
Il Conte Franco Mazzotti Biancinelli Faglia (Rudiano, 31 dicembre 1904 – Canale di Sicilia, 14 novembre 1942) è stato un pilota automobilistico, aviatore e nobile italiano.

## Biografia
Figlio del finanziere Lodovico Mazzotti e della contessa Lucrezia Faglia (vedova del conte Alfredo Fenaroli Avogadro), Franco cresce a Rudiano in Palazzo Fenaroli per poi trasferirsi nei primi anni del Novecento a Chiari.
Appassionato fin da ragazzo di automobilismo è ricordato soprattutto per essere stato, assieme al conte Aymo Maggi (con cui correva spesso in coppia nelle gare più lunghe), a Renzo Castagneto e al giornalista Giovanni Canestrini, uno degli inventori, nonché primo finanziatore, della Mille Miglia nel 1927. La corsa, su strada normale, prevedeva l'itinerario da Brescia a Roma e ritorno senza stop se non per i controlli cronometrici.
Egli partecipò all'edizione del 1928 conquistando un ottimo secondo posto su un OM 665 assieme al collaudatore Archimede Rosa e, nel 1930, fu ottavo assoluto in coppia con Aymo Maggi su Alfa Romeo 1750.

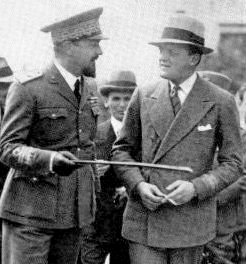
Franco Mazzotti con Italo Balbo (a sinistra)

Fu presidente del Regio Automobil Club di Brescia.
Dalla stagione 1926-1927 fino alla stagione 1930-1931 fu anche presidente della squadra di calcio della sua città: il Brescia.
Nel 1930 partecipò insieme a Francis Lombardi e a Mario Rasini al periplo del continente africano, compiuto utilizzando tre aerei da turismo Fiat AS90 da Roma a Capetown e ritorno.
Nel 1934 tentò, insieme a Francis Lombardi, un record di velocità per aereo con carico postale da Roma a Buenos Aires, che però non andò a buon fine: il velivolo, dopo aver sorvolato l'Atlantico, fu costretto ad un atterraggio di fortuna su una spiaggia di Natal, Brasile.
Nel 1938 risultò disperso nel deserto della Libia, sopra il quale stava volando per una competizione; dopo alcuni giorni fu tratto in salvo da Italo Balbo
Morì, a soli 37 anni, scomparendo con il suo aereo, un Savoia-Marchetti S.M.75 abbattuto da caccia inglesi, nelle acque del Canale di Sicilia, mentre riportava in Italia civili e militari italiani che abbandonavano la Libia. Svolgeva il servizio, con il grado militare di tenente e nel ruolo di “capitano-pilota”, nel gruppo SAS, Servizi Aerei Speciali.
La data della morte, 14 novembre 1942, è indicata sulla lastra tombale nella monumentale cappella privata dei Mazzotti, nel Cimitero di Chiari, edificata nel 1924, dove sono sepolti anche i membri della famiglia Fenaroli. Tuttavia quello di Franco è un cenotafio, perché il suo corpo non venne mai ritrovato.
Nel novembre 1949 i tre organizzatori superstiti della Mille Miglia, in memoria del caro amico, fondarono il Club Mille Miglia Franco Mazzotti e gli intitolarono il trofeo destinato ai vincitori della gara, che venne quindi anche denominata "Coppa Franco Mazzotti".